# ميدفيل (جورجيا)
ميدفيل (بالإنجليزية: Midville, Georgia)‏ هي مدينة تقع في مقاطعة بورك، جورجيا بولاية جورجيا في الولايات المتحدة. تبلغ مساحة هذه المدينة 5.17 (كم²)، وترتفع عن سطح البحر 59 م، بلغ عدد سكانها 269 نسمة في عام 2010 حسب إحصاء مكتب تعداد الولايات المتحدة.

## وصلات خارجية
- Cities & Counties - Georgia.gov